# Isaiah L. Green
Isaiah Lewis Green (* 28. Dezember 1761 in Barnstable, Province of Massachusetts Bay; † 5. Dezember 1841 in Cambridge, Massachusetts) war ein US-amerikanischer Politiker. Zwischen 1805 und 1809 sowie nochmals von 1811 bis 1813 vertrat er den Bundesstaat Massachusetts im US-Repräsentantenhaus.

## Werdegang
Nach einer guten Schulausbildung studierte Isaiah Green bis 1781 an der Harvard University. Nach einem anschließenden Jurastudium und seiner Zulassung als Rechtsanwalt begann er in diesem Beruf zu arbeiten. Gleichzeitig schlug er als Mitglied der Demokratisch-Republikanischen Partei eine politische Laufbahn ein. Bei den Kongresswahlen des Jahres 1804 wurde er im achten Wahlbezirk von Massachusetts in das US-Repräsentantenhaus in Washington, D.C. gewählt, wo er am 4. März 1805 die Nachfolge von Lemuel Williams antrat. Nach einer Wiederwahl konnte er bis zum 3. März 1809 zwei Legislaturperioden im Kongress absolvieren.
Bei den Wahlen des Jahres 1810 wurde Green erneut in den Kongress gewählt, wo er zwischen dem 4. März 1811 und dem 3. März 1813 eine weitere Amtszeit verbringen konnte. In diese Zeit fiel der Beginn des Britisch-Amerikanischen Kriegs von 1812. Zwischen 1814 und 1837 leitete er die Zollbehörde im Barnstable County; danach praktizierte er wieder als Anwalt. Er starb am 5. Dezember 1841 in Cambridge.